# Боволента (коммуна)
Боволента (итал. Bovolenta) — коммуна в Италии, располагается в провинции Падуя области Венеция.
Население составляет 3143 человека, плотность населения составляет 143 чел./км². Занимает площадь 22 км². Почтовый индекс — 35024. Телефонный код — 049.
Покровителем коммуны почитается блаженный Августин, празднование 28 августа.